# Karl Vogel (Politiker, 1925)
Karl Vogel (* 21. Mai 1925 in Oelsnitz; † 18. April 2004) war ein deutscher Politiker und Funktionär der SED.

## Leben
Der Sohn eines Landwirts arbeitete nach dem Besuch der Volksschule als Landwirtschaftsgehilfe und geriet als Soldat der Wehrmacht während des Zweiten Weltkrieges in sowjetische Kriegsgefangenschaft, während der er eine Antifa-Schule besuchte.
Nach dem Zweiten Weltkrieg trat er als Mitglied der FDJ bei und war zunächst 1949 politischer Leiter der Maschinen-Ausleih-Station (MAS) in Niederwürschnitz, ehe er 1949 Instrukteur und dann stellvertretender Leiter einer Abteilung im Zentralrat der FDJ wurde. Nach seinem Eintritt in die SED absolvierte er von 1951 bis 1952 ein Studium an der Komsomol-Hochschule in Moskau und war nach seiner Rückkehr von 1952 bis 1958 1. Sekretär der FDJ-Bezirksleitung Suhl. Gleichzeitig war er Mitglied der SED-Bezirksleitung und erst Kandidat, dann Mitglied des Büros der SED-Bezirksleitung. Von 1954 bis 1958 war er auch Mitglied des Bezirkstages von Suhl.
Zwischen 1958 und 1961 absolvierte Vogel ein Studium an der Parteihochschule der KPdSU und schloss dieses als Diplom-Gesellschaftswissenschaftler ab. Nachdem er in die DDR zurückgekehrt war, war er zwischen 1961 und 1985 Mitarbeiter sowie Sektorenleiter in der Abteilung Jugend des ZK der SED. Während dieser Zeit wurde er 1978 mit dem Vaterländischen Verdienstorden in Silber ausgezeichnet.
1985 wurde Vogel als Nachfolger von Waldemar Pilz Leiter der Abteilung Befreundete Parteien im ZK der SED und behielt diese Funktion bis zum Dezember 1989. Daneben war er von 1986 bis März 1990 Mitglied der Volkskammer und gehörte während der neunten Wahlperiode dem Verfassungs- und Rechtsausschuss als Mitglied an.